# Valery Fernández Estrada
Valery Fernández Estrada (L'Escala, Alt Empordà, 23 de novembre de 1999) és un futbolista català que juga en la posició de volant dret al Reial Saragossa.

## Trajectòria
Valery va començar a formar-se com a futbolista a les categories inferiors del Palamós CF i del Girona FC. El 2011, amb 11 anys, va fitxar pel FC Barcelona, on va continuar formant-se a La Masia fins al 2014, quan va fitxar pel FC L'Escala de la Primera Catalana, equip amb el qual va debutar amb 15 anys.
El 2018 va tornar al Girona FC i va signar un nou contracte per tres anys per a cedir-lo al filial, el CF Peralada-Girona B, de la Segona Divisió B. El 31 d'octubre de 2018, Valery va debutar a amb el primer equip del Girona en un empat 2-2 contra el CD Alavés, a la Copa del Rei 2017-18, sent encara juvenil. El 2 de desembre del mateix any, encara juvenil, va fer el seu debut a Primera Divisió en un empat 1 a 1 contra el Club Atlético de Madrid; al dia següent va renovar contracte fins al 2023.
Valery va marcar el seu primer gol com a professional el 16 de gener de 2019, el primer del seu equip en un empat 3–3 contra l'Atlètic de Madrid, també a l'Estadi Metropolità. El juliol va patir una lesió de genoll en un amistós de pretemporada contra el Derby County FC, que el va mantenir apartat durant la major part de la temporada 2019–20.
El 30 d'agost de 2024, Valery va ser cedit a un altre equip de primer nivell, el RCD Mallorca per a la Primera divisió espanyola de futbol 2024–25.